# Sitana laticeps
Espèce
Sitana laticeps est une espèce de sauriens de la famille des Agamidae.

## Répartition
Cette espèce est endémique du Maharashtra en Inde. Elle se rencontre entre 513 et 930 m d'altitude dans les  Balaghat Hill.

## Description
Les mâles mesurent de 41,7 à 48,5 mm de longueur standard et les femelles de 40,7 à 51,5 mm.

## Publication originale
- Deepak, Giri, Asif, Dutta, Vyas, Zambre, Bhosale & Karanth, 2016 : Systematics and phylogeny of Sitana (Reptilia: Agamidae) of Peninsular India, with the description of one new genus and five new species. Contributions to Zoology, vol. 85, no 1, p. 67-111 (texte intégral).